# Technik mechanik
Technik mechanik – tytuł nadawany absolwentom szkół ponadpodstawowych o profilu technicznym lub policealnych studiów zawodowych po zdaniu zewnętrznego egzaminu zawodowego. Technik mechanik jest zawodem o długiej historii zatrudnienia w różnych gałęziach przemysłu i w usługach: przemyśle elektromaszynowym, budownictwie, transporcie, górnictwie, hutnictwie, przemyśle stoczniowym, lotniczym i innych. Technik mechanik zajmuje się projektowaniem, konstruowaniem, montowaniem, obsługiwaniem maszyn i urządzeń oraz całych ciągów technologicznych. Szczególną rolę technik mechanik odgrywa w realizacji procesów wytwarzania części maszyn.

## Uprawnienia
Technik mechanik to zawód przypisany do branży mechanicznej (MEC). Zawód technik mechanik zawiera dwie podstawowe kwalifikacje – pierwsza MEC.05. Użytkowanie obrabiarek skrawających. Drugą obowiązkową jest MEC.09. Organizacja i nadzorowanie procesów produkcji maszyn i urządzeń.
W zakresie kwalifikacji MEC.03. Montaż i obsługa maszyn i urządzeń:
1) montowania maszyn i urządzeń;
2) obsługiwania maszyn i urządzeń;
3) instalowania i uruchamiania maszyn i urządzeń.
W zakresie kwalifikacji MEC.05. Użytkowanie obrabiarek skrawających:
1) przygotowywania obrabiarek skrawających sterowanych numerycznie i konwencjonalnych do planowanej obróbki,
2) wykonywania, zgodnie z dokumentacją technologiczną, obróbki na obrabiarkach skrawających sterowanych numerycznie;
W zakresie kwalifikacji MEC.08. Wykonywanie i naprawa elementów maszyn, urządzeń i narzędzi:
1) wykonywania elementów maszyn, urządzeń i narzędzi metodą obróbki ręcznej,
2) wykonywania elementów maszyn, urządzeń i narzędzi metodą obróbki maszynowej,
3) wykonywania połączeń elementów maszyn, urządzeń i narzędzi,
4) naprawa i konserwacja elementów maszyn, urządzeń i narzędzi;
W zakresie kwalifikacji MEC.09. Organizacja i nadzorowanie procesów produkcji maszyn i urządzeń:
1) organizowania procesów obróbki i montażu części maszyn i urządzeń;
2) nadzorowania procesów obróbki i montażu części maszyn i urządzeń.